# Ronde van Frankrijk 2009/Startlijst
Dit artikel beschrijft de startlijst van de Ronde van Frankrijk 2009. In totaal stonden er 180 renners aan de start, verdeeld over 20 ploegen.

## Overzicht

### Cervélo
| # | renner                     | prestaties deze ronde                                                          | opmerkingen               |
| - | -------------------------- | ------------------------------------------------------------------------------ | ------------------------- |
| 1 | Carlos Sastre              |                                                                                |                           |
| 2 | Íñigo Cuesta               |                                                                                |                           |
| 3 | José Angel Gómez Marchante |                                                                                | uitgevallen in 17e etappe |
| 4 | Volodymyr Hoestov          |                                                                                |                           |
| 5 | Heinrich Haussler          | winnaar en strijdlustigste renner 13e etappe                                   |                           |
| 6 | Thor Hushovd               | winnaar 6e etappe, strijdlustigste renner 17e etappe, winnaar puntenklassement |                           |
| 7 | Andreas Klier              |                                                                                |                           |
| 8 | Brett Lancaster            |                                                                                |                           |
| 9 | Hayden Roulston            |                                                                                |                           |

ploegleider: Jean-Paul van Poppel

### Silence-Lotto
| #  | renner                | prestaties deze ronde             | opmerkingen |
| -- | --------------------- | --------------------------------- | ----------- |
| 11 | Cadel Evans           |                                   |             |
| 12 | Mickaël Delage        |                                   |             |
| 13 | Sebastian Lang        |                                   |             |
| 14 | Matthew Lloyd         |                                   |             |
| 15 | Staf Scheirlinckx     |                                   |             |
| 16 | Greg Van Avermaet     |                                   |             |
| 17 | Jurgen Van den Broeck |                                   |             |
| 18 | Johan Vansummeren     | strijdlustigste renner 11e etappe |             |
| 19 | Charles Wegelius      |                                   |             |

ploegleider: Herman Frison

### Astana
| #  | renner             | prestaties deze ronde                             | opmerkingen          |
| -- | ------------------ | ------------------------------------------------- | -------------------- |
| 21 | Alberto Contador   | winnaar 15e, 18e etappe en winnaar eindklassement |                      |
| 22 | Lance Armstrong    |                                                   |                      |
| 23 | Andreas Klöden     |                                                   |                      |
| 24 | Levi Leipheimer    |                                                   | opgave na 12e etappe |
| 25 | Dmitri Moeravjov   |                                                   |                      |
| 26 | Sérgio Paulinho    |                                                   |                      |
| 27 | Jaroslav Popovytsj |                                                   |                      |
| 28 | Grégory Rast       |                                                   |                      |
| 29 | Haimar Zubeldia    |                                                   |                      |
|    |                    | winnaar 4e etappe (ploegentijdrit)                |                      |

ploegleider: Johan Bruyneel

### Team Saxo Bank
| #  | renner               | prestaties deze ronde                        | opmerkingen               |
| -- | -------------------- | -------------------------------------------- | ------------------------- |
| 31 | Andy Schleck         | Winnaar jongerenklassement                   |                           |
| 32 | Kurt-Asle Arvesen    |                                              | opgave na 10e etappe      |
| 33 | Fabian Cancellara    | winnaar 1e etappe                            |                           |
| 34 | Gustav Larsson       |                                              |                           |
| 35 | Stuart O'Grady       |                                              |                           |
| 36 | Fränk Schleck        | winnaar 17e etappe                           |                           |
| 37 | Chris Anker Sørensen |                                              |                           |
| 38 | Nicki Sørensen       | winnaar en strijdlustigste renner 12e etappe |                           |
| 39 | Jens Voigt           |                                              | uitgevallen in 16e etappe |

ploegleider: Kim Andersen

### Rabobank
| #  | renner              | prestaties deze ronde            | opmerkingen         |
| -- | ------------------- | -------------------------------- | ------------------- |
| 41 | Denis Mensjov       |                                  |                     |
| 42 | Stef Clement        | strijdlustigste renner 2e etappe |                     |
| 43 | Juan Antonio Flecha |                                  |                     |
| 44 | Óscar Freire        |                                  |                     |
| 45 | Juan Manuel Gárate  | winnaar 20e etappe               |                     |
| 46 | Robert Gesink       |                                  | opgave na 5e etappe |
| 47 | Grischa Niermann    |                                  |                     |
| 48 | Joost Posthuma      |                                  |                     |
| 49 | Laurens ten Dam     |                                  |                     |

ploegleider: Erik Breukink

### Team Garmin-Slipstream
| #  | renner                | prestaties deze ronde             | opmerkingen |
| -- | --------------------- | --------------------------------- | ----------- |
| 51 | Christian Vande Velde |                                   |             |
| 52 | Julian Dean           |                                   |             |
| 53 | Tyler Farrar          |                                   |             |
| 54 | Ryder Hesjedal        |                                   |             |
| 55 | Martijn Maaskant      | strijdlustigste renner 14e etappe |             |
| 56 | David Millar          | strijdlustigste renner 6e etappe  |             |
| 57 | Danny Pate            |                                   |             |
| 58 | Bradley Wiggins       |                                   |             |
| 59 | David Zabriskie       |                                   |             |

ploegleider: Matthew White

### Euskaltel-Euskadi
| #  | renner          | prestaties deze ronde | opmerkingen                                |
| -- | --------------- | --------------------- | ------------------------------------------ |
| 61 | Mikel Astarloza | winnaar 16e etappe    |                                            |
| 62 | Igor Antón      |                       |                                            |
| 63 | Koldo Fernández |                       | uitgevallen in 8e etappe (te laat binnen)  |
| 64 | Egoi Martínez   |                       |                                            |
| 65 | Juan José Oroz  |                       |                                            |
| 66 | Alan Pérez      |                       | uitgevallen in 19e etappe (te laat binnen) |
| 67 | Rubén Pérez     |                       |                                            |
| 68 | Amets Txurruka  |                       | uitgevallen in 19e etappe (te laat binnen) |
| 69 | Gorka Verdugo   |                       |                                            |

ploegleider: Igor González de Galdeano

### Team Columbia
| #  | renner          | prestaties deze ronde                       | opmerkingen |
| -- | --------------- | ------------------------------------------- | ----------- |
| 71 | Mark Cavendish  | winnaar 2e, 3e, 10e, 11e, 19e en 21e etappe |             |
| 72 | Bernhard Eisel  |                                             |             |
| 73 | Bert Grabsch    |                                             |             |
| 74 | George Hincapie |                                             |             |
| 75 | Kim Kirchen     |                                             |             |
| 76 | Tony Martin     | strijdlustigste renner 20e etappe           |             |
| 77 | Maxime Monfort  |                                             |             |
| 78 | Mark Renshaw    |                                             |             |
| 79 | Michael Rogers  |                                             |             |

ploegleider: Brian Holm

### AG2R-La Mondiale
| #  | renner            | prestaties deze ronde            | opmerkingen               |
| -- | ----------------- | -------------------------------- | ------------------------- |
| 81 | Vladimir Jefimkin |                                  | uitgevallen in 15e etappe |
| 82 | José Luis Arrieta |                                  |                           |
| 83 | Cyril Dessel      |                                  | uitgevallen in 17e etappe |
| 84 | Hubert Dupont     |                                  |                           |
| 85 | Stéphane Goubert  |                                  |                           |
| 86 | Lloyd Mondory     |                                  |                           |
| 87 | Rinaldo Nocentini |                                  |                           |
| 88 | Christophe Riblon | strijdlustigste renner 7e etappe |                           |
| 89 | Nicolas Roche     |                                  |                           |

ploegleider: Vincent Lavenu

### Liquigas
| #  | renner                 | prestaties deze ronde                                           | opmerkingen |
| -- | ---------------------- | --------------------------------------------------------------- | ----------- |
| 91 | Franco Pellizotti      | strijdlustigste renner 9e en 16e etappe, Winnaar bergklassement |             |
| 92 | Daniele Bennati        |                                                                 |             |
| 93 | Roman Kreuziger        |                                                                 |             |
| 94 | Aljaksandr Koetsjynski |                                                                 |             |
| 95 | Vincenzo Nibali        |                                                                 |             |
| 96 | Fabio Sabatini         |                                                                 |             |
| 97 | Brian Vandborg         |                                                                 |             |
| 98 | Alessandro Vanotti     |                                                                 |             |
| 99 | Frederik Willems       |                                                                 |             |

ploegleider: Mario Scirea

### Française des Jeux
| #   | renner              | prestaties deze ronde            | opmerkingen               |
| --- | ------------------- | -------------------------------- | ------------------------- |
| 101 | Sandy Casar         | strijdlustigste renner 8e etappe |                           |
| 102 | Jérôme Coppel       |                                  | uitgevallen in 12e etappe |
| 103 | Anthony Geslin      |                                  |                           |
| 104 | Jawhen Hoetarovitsj |                                  |                           |
| 105 | Sébastien Joly      |                                  | uitgevallen in 7e etappe  |
| 106 | Christophe Le Mével |                                  |                           |
| 107 | Jérémy Roy          |                                  |                           |
| 108 | Benoît Vaugrenard   |                                  |                           |
| 109 | Jussi Veikkanen     |                                  |                           |

ploegleider: Martial Gayant

### Caisse d'Epargne
| #   | renner                  | prestaties deze ronde | opmerkingen              |
| --- | ----------------------- | --------------------- | ------------------------ |
| 111 | Óscar Pereiro           |                       | uitgevallen in 8e etappe |
| 112 | David Arroyo            |                       |                          |
| 113 | Rui Alberto Costa Fario |                       | opgave na 11e etappe     |
| 114 | Arnaud Coyot            |                       |                          |
| 115 | José Iván Gutiérrez     |                       |                          |
| 116 | Luis Pasamontes         |                       |                          |
| 117 | José Joaquín Rojas      |                       |                          |
| 118 | Luis León Sánchez       | winnaar 8e etappe     |                          |
| 119 | Rigoberto Urán          |                       |                          |

ploegleider: Yvon Ledanois

### Cofidis, Le Crédit par Téléphone
| #   | renner           | prestaties deze ronde             | opmerkingen |
| --- | ---------------- | --------------------------------- | ----------- |
| 121 | David Moncoutié  |                                   |             |
| 122 | Stéphane Augé    |                                   |             |
| 123 | Samuel Dumoulin  | strijdlustigste renner 3e etappe  |             |
| 124 | Leonardo Duque   | strijdlustigste renner 19e etappe |             |
| 125 | Bingen Fernández |                                   |             |
| 126 | Christophe Kern  |                                   |             |
| 127 | Sébastien Minard |                                   |             |
| 128 | Amaël Moinard    |                                   |             |
| 129 | Rémi Pauriol     |                                   |             |

ploegleider: Francis van Londersele

### Lampre
| #   | renner             | prestaties deze ronde             | opmerkingen               |
| --- | ------------------ | --------------------------------- | ------------------------- |
| 131 | Alessandro Ballan  |                                   |                           |
| 132 | Marco Bandiera     |                                   |                           |
| 133 | Marzio Bruseghin   |                                   |                           |
| 134 | Angelo Furlan      |                                   | uitgevallen in 12e etappe |
| 135 | David Loosli       |                                   |                           |
| 136 | Daniele Righi      |                                   |                           |
| 137 | Mauro Santambrogio |                                   |                           |
| 138 | Marcin Sapa        |                                   |                           |
| 139 | Simon Špilak       | strijdlustigste renner 15e etappe |                           |

ploegleider: Fabrizio Bontempi

### Bbox Bouygues Télécom
| #   | renner           | prestaties deze ronde | opmerkingen |
| --- | ---------------- | --------------------- | ----------- |
| 141 | Thomas Voeckler  | winnaar 5e etappe     |             |
| 142 | Yukiya Arashiro  |                       |             |
| 143 | William Bonnet   |                       |             |
| 144 | Pierrick Fédrigo | winnaar 9e etappe     |             |
| 145 | Saïd Haddou      |                       |             |
| 146 | Laurent Lefèvre  |                       |             |
| 147 | Alexandre Pichot |                       |             |
| 148 | Pierre Rolland   |                       |             |
| 149 | Joeri Trofimov   |                       |             |

ploegleider: Didier Rous

### Quick-Step
| #   | renner              | prestaties deze ronde | opmerkingen          |
| --- | ------------------- | --------------------- | -------------------- |
| 151 | Sylvain Chavanel    |                       |                      |
| 152 | Carlos Barredo      |                       |                      |
| 153 | Tom Boonen          |                       | opgave na 14e etappe |
| 154 | Steven de Jongh     |                       |                      |
| 155 | Stijn Devolder      |                       |                      |
| 156 | Jérôme Pineau       |                       |                      |
| 157 | Sébastien Rosseler  |                       |                      |
| 158 | Matteo Tosatto      |                       |                      |
| 159 | Jurgen Van De Walle |                       | opgave na 2e etappe  |

ploegleider: Wilfried Peeters

### Katjoesja
| #   | renner              | prestaties deze ronde            | opmerkingen                               |
| --- | ------------------- | -------------------------------- | ----------------------------------------- |
| 161 | Vladimir Karpets    |                                  |                                           |
| 162 | Aleksandr Botsjarov |                                  |                                           |
| 163 | Joan Horrach        |                                  |                                           |
| 164 | Michail Ignatiev    | strijdlustigste renner 5e etappe |                                           |
| 165 | Sergej Ivanov       | winnaar 14e etappe               |                                           |
| 166 | Danilo Napolitano   |                                  | uitgevallen in 9e etappe (te laat binnen) |
| 167 | Filippo Pozzato     |                                  |                                           |
| 168 | Nikolaj Troesov     |                                  |                                           |
| 169 | Stijn Vandenbergh   |                                  |                                           |

ploegleider: Serge Parsani

### Agritubel
| #   | renner            | prestaties deze ronde | opmerkingen               |
| --- | ----------------- | --------------------- | ------------------------- |
| 171 | Christophe Moreau |                       |                           |
| 172 | Maxime Bouet      |                       |                           |
| 173 | Sylvain Calzati   |                       |                           |
| 174 | Brice Feillu      | winnaar 7e etappe     |                           |
| 175 | Romain Feillu     |                       | uitgevallen in 12e etappe |
| 176 | Eduardo Gonzalo   |                       | uitgevallen in 8e etappe  |
| 177 | David Le Lay      |                       | uitgevallen in 8e etappe  |
| 178 | Geoffroy Lequatre |                       |                           |
| 179 | Nicolas Vogondy   |                       |                           |

ploegleider: Emmanuel Hubert

### Team Milram
| #   | renner              | prestaties deze ronde | opmerkingen          |
| --- | ------------------- | --------------------- | -------------------- |
| 181 | Linus Gerdemann     |                       |                      |
| 182 | Gerald Ciolek       |                       |                      |
| 183 | Markus Fothen       |                       |                      |
| 184 | Johannes Fröhlinger |                       |                      |
| 185 | Christian Knees     |                       |                      |
| 186 | Niki Terpstra       |                       |                      |
| 187 | Peter Velits        |                       |                      |
| 188 | Fabian Wegmann      |                       |                      |
| 189 | Peter Wrolich       |                       | opgave na 12e etappe |

ploegleider: Christian Henn

### Skil-Shimano
| #   | renner           | prestaties deze ronde             | opmerkingen               |
| --- | ---------------- | --------------------------------- | ------------------------- |
| 191 | Cyril Lemoine    |                                   |                           |
| 192 | Fumiyuki Beppu   | strijdlustigste renner 21e etappe |                           |
| 193 | Koen de Kort     |                                   |                           |
| 194 | Simon Geschke    |                                   |                           |
| 195 | Jonathan Hivert  |                                   |                           |
| 196 | Thierry Hupond   | strijdlustigste renner 10e etappe |                           |
| 197 | Piet Rooijakkers |                                   | uitgevallen in 4e etappe  |
| 198 | Albert Timmer    |                                   |                           |
| 199 | Kenny van Hummel |                                   | uitgevallen in 17e etappe |

ploegleider: Rudie Kemna
1e etappe ·
2e etappe ·
3e etappe ·
4e etappe ·
5e etappe ·
6e etappe ·
7e etappe ·
8e etappe ·
9e etappe ·
10e etappe ·
11e etappe ·
12e etappe ·
13e etappe ·
14e etappe ·
15e etappe ·
16e etappe ·
17e etappe ·
18e etappe ·
19e etappe ·
20e etappe ·
21e etappe
Startlijst · Eindstanden · Afbeeldingen